# کوروش کبیر (فیلم‌نامه)
کوروش کبیر فیلمنامه‌ای فیلم نشده در حیطهٔ سبک فیلمنامه اقتباسی نوشته مسعود جعفری جوزانی است. این فیلمنامه بر اساس داستان زندگی کوروش بزرگ نوشته شده است که در «دفتر اول» آن به دوران تولد تا نوجوانی و در «دفتر دوم» این فیلمنامه از جوانی تا مرگ این امپراتور شهیر ایرانی پرداخته است. دفتر اول این فیلمنامه در قالب یک کتاب توسط نشر تریتا در تهران به چاپ رسید و طی یک مراسم رسمی با حضور هنرمندانی همچون شهاب حسینی رونمایی شد.

## رونمایی و انتشار
فیلمنامهٔ کوروش کبیر «دفتر اول»، در عصر روز جمعه چهاردهم اسفند ۱۳۹۴ طی یک مراسم رسمی در شعبه الف شهر کتاب، در تهران رونمایی شد. این اثر توسط نشر تریتا تحت عنوان روی جلد کوروش کبیر به شکل نسخهٔ جلد سخت منتشر شده است. کتاب فیلمنامه کوروش کبیر در بیست و نهمین دوره نمایشگاه کتاب تهران با برپایی جشن امضای آن با حضور هنرمندان و چهره‌های برجسته عرصه هنر و ادب ارائه شد.
فیلمنامه این اثر سینمایی با نام کوروش کبیر، دفتر اول توسط مسعود جعفری جوزانی نوشته شده است و عبدالکریم یونسی و فتح‌الله جعفری جوزانی پژوهشگران این اثر تاریخی هستند. کوروش کبیر، دفتر اول این فیلم‌نامه است و دفتر بعدی آن نیز در آینده منتشر خواهد شد.
مسعود جعفری جوزانی در مراسم رونمایی این اثر، ساختن فیلم کوروش کبیر را بزرگترین آرزوی خود اعلام کرد.

## پروژهٔ سینمایی کوروش کبیر
به گزارش خبرنگار سینمایی ایسنا، مسعود جعفری جوزانی دربارهٔ ساخت این پروژه سینمایی بیان کرد: «پیش از این قرار بود با علی معلم این فیلم را بسازیم که نشد و در حال حاضر سناریو به یکسری سرمایه‌گذار واگذار شده و تا به اینجای کار هر آنچه انجام شده با هزینه شخصی بوده است.»